# Etiopien i olympiska vinterspelen 2010
Etiopien deltog med en deltagare vid de olympiska vinterspelen 2010 i Vancouver. Landets deltagare erövrade ingen medalj.

## Längdskidåkning
- Robel Teklemariam